# Daniels (Wirginia Zachodnia)
Daniels – jednostka osadnicza w Stanach Zjednoczonych, w stanie Wirginia Zachodnia, w hrabstwie Raleigh.